# Ezekiel Bitok
Ezekiel Bitok (15 februari 1966) is een voormalige Keniaanse langeafstandsloper. Naast marathonlopen deed hij ook aan veldlopen.

## Biografie
In 1990 won hij een gouden medaille op de 5000 m bij de Afrikaanse kampioenschappen in Caïro. Met een tijd van 13.33,30 versloeg hij de Tanzaniaan Andrew Sambu (zilver; 13.33,90) en de Marokkaan Mohamed Issangar (brons; 13.34,37).
Op de Olympische Spelen van 1996 in Atlanta behaalde Bitok met een tijd van 2:22.03 een 56e plaats op de marathon. Zijn beste prestatie behaalde hij in april van dat jaar door in de persoonlijke recordtijd van 2:09.26 tweede te worden op de Boston Marathon elf seconden achter de winnaar Moses Tanui (2:09.15). Verder won hij tweemaal de marathon van Monaco (1997, 1998) en eenmaal de marathon van Halle (2004).
In 1991 werd Ezekiel Bitok individueel achtste op het WK veldlopen in Antwerpen en behaalde met het Keniaanse team een gouden medaille in de teamwedstrijd. De wedstrijd werd vrijwel geheel overheerst door de Keniaanse lopers, die de tweede tot en met de achtste plaats bezetten. Slechts de Marokkaan Khalid Skah wist zich aan de Keniaanse overmacht te ontworstelen, door Moses Tanui en Simon Karori in de eindsprint nipt doch gedecideerd te verslaan.
Zijn beste prestatie in deze lastige discipline leverde Bitok twee jaar later: op het WK veldlopen in Amorebieta werd hij vijfde in een ditmaal geheel door Kenia gedomineerde wedstrijd. Vermeldenswaard is dat Bitok als vijfde Keniaan atleten als Kalid Skah (ditmaal zesde), Haile Gebrselassie (zevende) en Paul Tergat (tiende) achter zich liet. Vanzelfsprekend won Kenia opnieuw het landenklassement.

## Persoonlijke records
| Onderdeel | Prestatie | Datum         | Plaats    |
| --------- | --------- | ------------- | --------- |
| 5000 m    | 13.10,66  | 6 juni 1993   | Rome      |
| 10.000 m  | 28.44,25  | 5 juli 1993   | Stockholm |
| marathon  | 2:09.26   | 15 april 1996 | Boston    |

## Palmares

### 5000 m
- 1990:  Afrikaanse kamp. - 13.33,30
- 1991: 4e Parcelforce Games in Londen - 13.26,61
- 1993:  Golden Gala - 13.10,66

### halve marathon
- 1993:  halve marathon van Granollers - 1:01.48
- 1993: 4e halve marathon van Berlijn - 1:01.49
- 1996:  halve marathon van Nice - 1:01.45

### marathon
- 1994: 18e Boston Marathon - 2:12.45
- 1996:  Boston Marathon - 2:09.26
- 1996: 12e marathon van Praag - 2:16.55
- 1996: 12e New York City Marathon - 2:15.57
- 1996: 56e OS in Atlanta - 2:22.03
- 1997: 13e Boston Marathon - 2:14.57
- 1997:  marathon van Monaco - 2:12.30
- 1998: 8e marathon van Parijs - 2:14.52
- 1998:  marathon van Monaco - 2:11.48
- 1999: 12e marathon van Praag - 2:16.55
- 2004:  marathon van Halle - 2:15.06

### veldlopen
- 1991: 8e WK lange afstand in Antwerpen - 34.19
- 1993: 5e Keniaanse kamp. in Nairobi - 35.53
- 1993: 5e WK lange afstand in Amorebieta - 33.21